# Goodnight my love (canción de 1936)
- Para otras canciones con este título, véase Goodnight My Love (desambiguación)

Goodnight, my love es una canción popular de 1936 escrita por Mack Gordon y compuesta musicalmente por Harry Revel para la película Polizón (1936), protagonizada por Shirley Temple, Robert Young y Alice Faye. 
Su versión más conocida, sin embargo, es la perteneciente a la orquesta de Benny Goodman junto a la famosa cantante de jazz Ella Fitzgerald, grabada en 1936 y lanzada en 1937.
Varias otras figuras del ámbito musical versionaron la canción, entre ellos, Sarah Vaughan.